# Americano Football Club
El Americano Football Club fue un club brasilero de fútbol, de la ciudad de Río de Janeiro, capital del estado de Río de Janeiro. Sus colores eran verde, blanco y negro.

## Historia
El Americano fue fundado un día 1 de octubre de 1907. Fue reorganizado el 24 de julio de 1913. Era un club sinsede fija, oriundo de Engenho de Dentro. Fue campeón de Tercera División de Río de Janeiro en 1917 y de Segunda División en 1918.
Además, el club disputó los Campeonatos Cariocas desde 1921 hasta 1924, en la Série B (1ª División) y se extinguió con el advenimiento del profesionalismo.
Se genera cierta confusión entre los historiadores entre este club y el Sport Club Americano del barrio de Villa Isabel y el Americano Futebol Clube de la ciudad de Campos.
- El Sport Club Americano disputó los campeonatos de 1912 y 1913, y en la actualidad se encuentra extinto.
- El Americano Football Club de Río de Janeiro disputó el campeonato de 1ª División (Serie B) desde de 1921 hasta 1924, y en la actualidad se encuentra extinto.
- El Americano Futebol Clube de Campos, comenzó a disputar el Campeonato Carioca como resultado de la fusión de los estados de Río de Janeiro y de Guanabara, en la década de los 70, y compite hasta hoy en la primera división.

## Títulos

### Estaduales
- Campeonato Carioca da Segunda División: 1918.
- Vicecampeonato Carioca da Segunda División: 1920.
- Campeonato Carioca da Tercera División: 1917.

## Mayor goleada conseguida
- América 9 a 1 Americano, 3 de mayo de 1913; en el Campeonato Carioca de 1913

Nota: Este Americano que perdió contra América no era el Americano FC.

## Símbolos

### Distintivo
Su escudo consistía de área blanca, con una diagonal negra y un monograma verde. Con excepción de os colores, era muy similar al escudo de Americano Futebol Clube de Campos. No se sabe a ciencia cierta si uno de los dos clubes inspiró el escudo del otro..